# تی‌آراکس‌وای‌ئی
 «تی‌آراکس‌وای‌ئی»(به انگلیسی: TRXYE) آلبومی از هنرمند اهل استرالیا تروی سیوان است که در سال ۲۰۱۴ میلادی منتشر شد.
این آلبوم در چارت‌های نیوزلند، آمریکا جزو ده آلبوم اول قرار گرفت.